# Johann Ludwig II. von Sulz

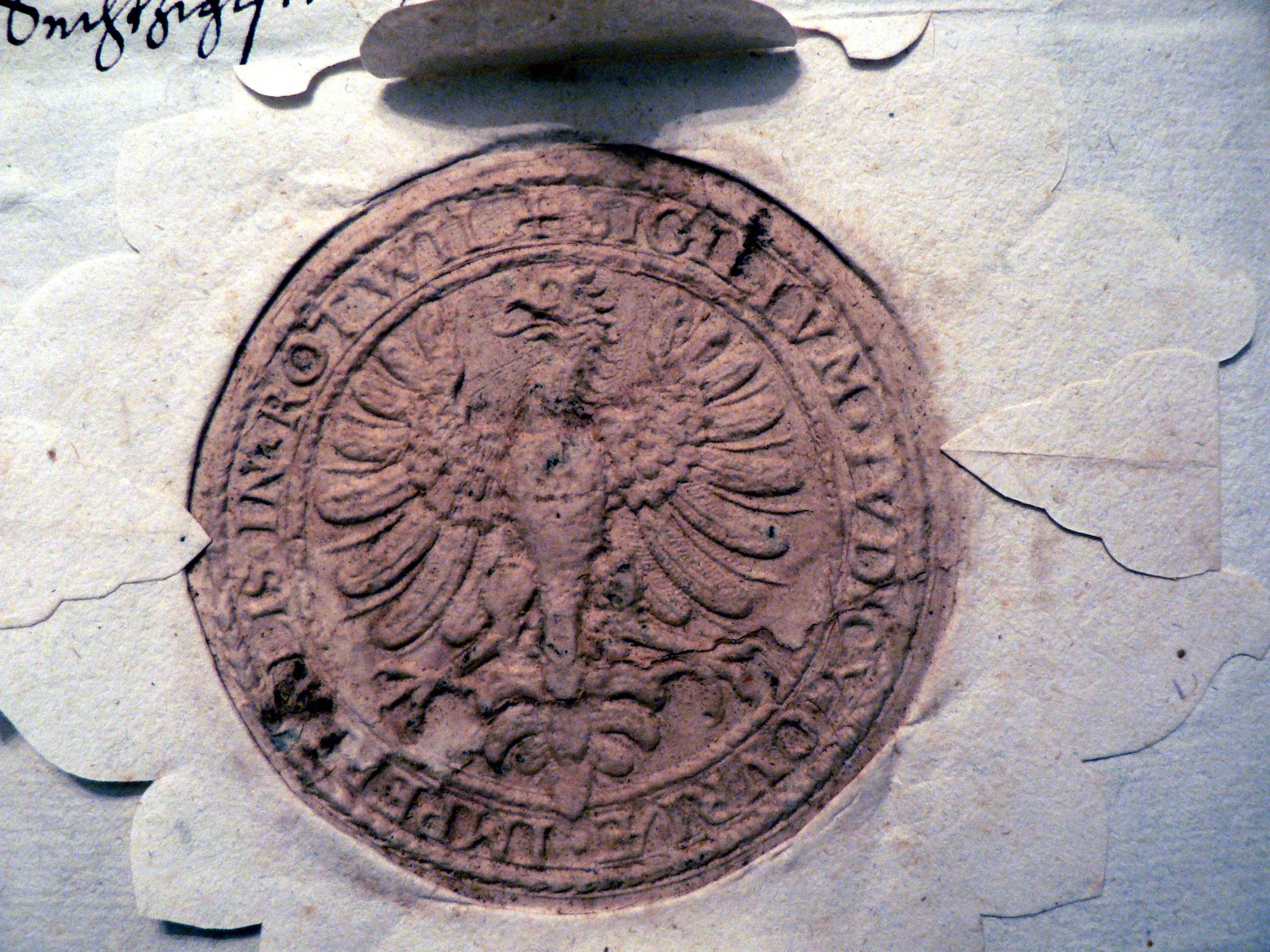
Siegel des Hofgerichts Rottweil auf einem Dokument, 1661

Johann Ludwig II. von Sulz (* 23. Oktober 1626 in Tiengen; † 21. August 1687 in Jestetten) war regierender Landgraf im Klettgau von 1648–1687 und 1649–1687 Hofrichter am Hofgericht in Rottweil. Mit ihm als letzten Vertreter im Mannesstamm erlischt das Geschlecht der Grafen von Sulz.

## Ehe, Nachkommen und Herkunft
Johann Ludwig war der Sohn von Karl Ludwig Ernst von Sulz (1586–1648) und der Marie Elisabeth von Hohenzollern-Sigmaringen (1592–1658) einer Tochter von Karl II. von Hohenzollern-Sigmaringen. Das 1642 zerstörte Schloss Tiengen ließ er wieder aufbauen, weshalb er zumeist im Schloss Jestetten residierte wo er auch verstarb.
Er heiratete am 2. Juli 1652 in Weingarten Maria Elisabeth von Königsegg-Aulendorf (1636–1658), mit der er zwei Töchter hatte. Das Erbe ging an:
- Maria Anna (1653–1698) ⚭ 22. Mai 1674 Ferdinand Wilhelm Eusebius Fürst von Schwarzenberg

Seine zweite Frau war Eugenia Maria Franziska von Manderscheid-Kayl (1632–1690), mit der er sechs Kinder hatte:
- Maria Theresia Felicitas (1671–1743) ⚭ 5. Juni 1690 Froben Ferdinand von Fürstenberg

Die übrigen Nachkommen verstarben schon im Kindesalter. Mit Johann Ludwig starb das Geschlecht der Grafen von Sulz in der männlichen Linie aus.
Johann Ludwig wurde in der Gruft der Stadtpfarrkirche Tiengen beigesetzt, das unversehrte Grab bei Bauarbeiten im März 1978 wiederentdeckt. Mit der geborgenen und gesicherten Totenkleidung des Grafen war die Möglichkeit gegeben, Textilien des 17. Jahrhunderts unversehrt zu heben.
Das Herz des letzten Grafen von Sulz wurde im ehemaligen Kapuzinerkloster in Waldshut beigesetzt. Die silberne Herzkapsel befindet sich im Klettgau Museum im Schloss Tiengen.

## Der Ausverkauf
Die Grafen von Sulz waren bereits seit Generationen überschuldet.
Am 17. Juli 1651 verkaufte Johann Ludwig das Rafzerfeld mit allen Hoheitsrechten an die Stadt Zürich und 1656 den nördlichen Teil der Landgrafschaft an die seit 1501 zur Eidgenossenschaft gehörende Stadt Schaffhausen, womit über die Hälfte der Landgrafschaft Klettgau verloren ging.

## Münzen
Johann Ludwig ließ in der Münzstätte Tiengen Münzen prägen, unter anderem ein 2/3 Taler mit seinem Porträt.